# Zoran Đorđević (trener)
Zoran Đorđević, serb. cyryl. Зоран Ђорђевић, (ur. 13 lutego 1952 we wsi Veliki Jovanovac, okręg pirocki, Jugosławia) – serbski trener piłkarski.

## Kariera trenerska
W 1978 rozpoczął karierę szkoleniowca w swoim rodzinnym mieście Pirot, kiedy stał na czele FK Radnički Pirot. Od 1981 do 1991 podróżował na Bliskim Wschodzie, gdzie trenował kilka zespołów z Kataru, Zjednoczonych Emiratów Arabskich i Kuwejtu. W 1991 roku powrócił do Serbii, gdzie przez jeden rok pracował w FK Trudbenik Belgrad, a następnie prowadził kluby z Iranu, Bahrajnu, Zjednoczonych Emiratów Arabskich i Kataru.
W 1999 roku został wybrany na selekcjonera reprezentacji Jemenu, a rok później reprezentacji Sudanu. Po krótkiej karierze selekcjonera wraca do Serbii, gdzie trenuje od 2000 do 2001 FK Timok Zaječar. Następnie wrócił na Bliski Wschód, gdzie prowadził kilka klubów w Arabii Saudyjskiej. Wkrótce udał się do Iranu, a następnie do Indii, gdzie z zespołem Churchill Brothers SC wygrał w sezonie 2008/09 tytuł mistrza krajowego, stając się pierwszym trenerem obcokrajowcem, który zdobył tytuł mistrzowski Indii.
W 2010 kierował reprezentację Bangladeszu, z którą zdobył złoty medal na Igrzyskach południowoazjatyckich. Jego kariera była kontynuowana potem w Syrii i Filipinach (drużyna narodowa do 23 lat). W czerwcu 2012 roku objął stanowisko głównego trenera reprezentacji Sudanu Południowego.

## Sukcesy i odznaczenia

### Sukcesy trenerskie
- mistrz Indii: 2009.
- złoty medalista Igrzysk południowoazjatyckich: 2010.
- finalista Superpucharu Indii: 2009.